# Джон Пристли
Джон Пристли (на английски: John Priestley) е английски драматург, театрален режисьор, сценарист и писател на произведения в жанра драма и документалистика. Пише под псевдонима Дж. Б. Пристли (J. B. Priestley).

## Биография и творчество
Джон Бòйнтън Пристли е роден на 13 септември 1894 г. в Брадфорд, Западен Йоркшър, Англия, в семейство на учител. Майка му умира, когато е 2-годишен, а баща му се жени отново след 4 години. След гимназията работи известно време в местната търговия с вълна. Едновременно с работата си започва да пише в свободното си време и публикува статии в местни и лондонски вестници.
В началото на Първата световна война се включва в армията и е изпратен във Франция през 1915 г. Участва в битката при Лоос, а през 1916 г. е тежко ранен и се лекува шест месеца в Англия. Завръщайки се като офицер на Западния фронт през 1918 г., е засегнат от германска газова атака и е лекуван в Руан. Обявен е за негоден за активна служба и е прехвърлен в тилната секция на британската армия.
След демобилизацията през 1919 г. учи в Кеймбриджкия университет и завършва специалност „Нова история и политически науки“. Работи като театрален рецензент за „Daily News“, а също така пише за „Spectator“, „Challenge“ и „Nineteenth Century“.
Първите му книги са The English Comic Characters (1925), The English Novel (1927), и English Humour (1928). Става известен през 1929 г. с романа си „The Good Companions“ (Добрите спътници) удостоен с наградата „Джеймс Тайт Блек“. Славата му се затвърждава и след това с романа „Улица Ангелска“.
В своите документални книги, като „English Journey“ (Английското пътуване) изразява загрижеността си за социалните проблеми и за благосъстоянието на обикновените хора.
Автор е на много пиеси, някои от които са актуални до днес, сред които е популярната „Посещението на един инспектор“ от 1946 г. Много от неговите пиесите са структурирани около времеви приплъзвания, които свързват миналото, настоящето и бъдещето. Значителна част от творчеството му е екранизирана за киното и телевизията.
През 1940 – 1941 г. по време на Втората световна война излъчва в Би Би Си поредица от кратки пропагандни и много популярни радио предавания, за които се смята, че укрепват цивилния морал по време на битката за Великобритания. Свален е от ефира по настояване на кабинета заради изразяване на леви идеи. През 1942 г. е съосновател на социалистическата Партия на общото богатство. През 1958 г. е един от активистите на Кампанията за ядрено разоръжаване.
През 1973 г. е удостоен с титлата „доктор хонорис кауза“ от университета в Брадфорд. През 1977 г. получава Ордена на честта.
Джон Пристли умира от пневмония на 14 август 1984 г. в Стратфорд на Ейвън. В негова чест пред Националния музей на медиите в Брадфорд е поставена негова статуя. Литературното му наследство се съхранява в центъра „Хари Рансън“ на Тексаския университет в Остин.

## Произведения

### Самостоятелни романи
- Adam in Moonshine (1927)
- Benighted (1928)
- The Good Companions (1929)
- Farthing Hall (1929) – с Хю Уолпол
- Angel Pavement (1930)
Улица Ангелска, изд.: „Народна култура“, София (1969), прев. Тодор Вълчев
- Faraway (1932)
- I'll Tell You Everything (1932) – с Джералд Булет
- Wonder Hero (1933)
- Dangerous Corner (1933)
- Albert Goes Through (1934)
- They Walk in the City (1936)
- Laburnum Grove (1936)
- The Doomsday Men (1937)
- Let the People Sing (1939)
- Black-out in Gretley (1942)
Затъмнение в Гретли, изд.: „Народна култура“, София (1946), изд. „Век 22“ (1992), прев. Нели Доспевска
- Daylight on Saturday (1943)
Дневна светлина в събота: Роман за един авиационен завод, изд. „Иван Коюмджиев“ (1945), прев. Васил Каратеодоров
- Three Men in New Suits (1945)
Трима в нови костюми, изд. „Слънце“ (1947), прев. Васил Каратеодоров
- Bright Day (1946)
- Jenny Villiers (1947)
- Festival at Farbridge (1951)
- Low Notes on a High Level (1954)
- The Magicians (1954)
- Saturn over the Water (1961)
- The Thirty-First of June (1961)
- Salt Is Leaving (1961)
- The Shapes of Sleep (1962)
- Sir Michael and Sir George (1964)
Сър Майкъл и сър Джордж: Повест за НАКОНИЗ и ДИКУС и за новите елизабетяни, изд.: „Народна култура“, София (1967), прев. Петко Бочаров
- Lost Empires (1965)
- It's an Old Country (1967)
- Found, Lost, Found (1976)

### Серия „Художникът“ (The Image Men)
1. Out of Town (1968)
2. London End (1968)

### Пиеси
- The Roundabout (1931)
- Опасен завой, Dangerous Corner (1932)
- Laburnum Grove (1933)
- Eden End (1934)
- Cornelius (1935)
- Time and the Conways (1937)
- I Have Been Here Before (1937)
- When We Are Married (1938)
- Johnson Over Jordan (1939)
- The Long Mirror (1940)
- They Came to a City (1943)
- Посещението на един инспектор, An Inspector Calls (1945)
- The Linden Tree (1947)
- Summer Day's Dream (1949)
- Mother's Day (1950)
- Last Holiday (1950)

### Документалистика
- The English Comic Characters (1925)
- Essays of To-day and Yesterday (1926)
- The English Novel (1927)
- English Humour (1928)
- Apes and Angels (1928)
- The Balconinny (1931)
- English Journey (1934)
- Midnight on the Desert (1937)
- Rain Upon Godshill: A Further Chapter of Autobiography (1939)
- Postscripts (1940)
- Out of the people (1941)
- The Secret Dream: an essay on Britain, America and Russia (1946)
- The Arts under Socialism (1947)
- Delight (1949)
- Journey Down a Rainbow (1955)
- Margin Released (1962)
- Man and Time (1964)
- The Moments and Other Pieces (1966)
- The Prince of Pleasure and his Regency (1969)
- The Edwardians (1970)
- Over the Long High Wall (1972)
- Victoria's Heyday (1972)
- The English (1973)
- A Visit to New Zealand (1974)
- Instead of the Trees (1977)